# 涅姆河
涅姆河是俄羅斯的河流，屬於維切格達河的左支流，由科密共和國負責管轄，河道全長260公里，流域面積4,230平方公里，河水主要來自融雪，每年十一月至翌年五月結冰。